# Nordregårdsskolen
 Der er for få eller ingen kildehenvisninger i denne artikel, hvilket er et problem. Du kan hjælpe ved at angive troværdige kilder til de påstande, som fremføres i artiklen.

Nordregårdskolen ligger på Tejn Allé i Kastrup.
Den er to-sporet op til 10. klasse.
Nordregårdskolen har eget bibliotek, skolegård, cykelkælder og bibliotekshave.
Skolen har følgende speciallokaler:
- Hjemkundskab
- Musik
- Sløjd
- Billedkunst
- Naturvidenskab og teknik
- Fysik
- Biologi
- Gymnastik

| Skole | Spire Denne artikel om en skole, en uddannelsesinstitution eller uddannelse er en spire som bør udbygges. Du er velkommen til at hjælpe Wikipedia ved at udvide den. |

|  | Denne artikel om en bygning eller et bygningsværk kan blive bedre, hvis der indsættes et (bedre) billede. Du kan hjælpe ved at afsøge Wikimedia Commons for et passende billede eller lægge et op på Wikimedia Commons med en af de tilladte licenser og indsætte det i artiklen. |

55°38′15″N 12°36′04″Ø / 55.63750°N 12.60111°Ø